# La Ceiba, Motozintla
La Ceiba är en ort i Mexiko.   Den ligger i kommunen Tuzantán och delstaten Chiapas, i den sydöstra delen av landet, 900 km sydost om huvudstaden Mexico City. La Ceiba ligger 509 meter över havet och antalet invånare är 266.
Terrängen runt La Ceiba är bergig norrut, men söderut är den kuperad. Runt La Ceiba är det tätbefolkat, med 297 invånare per kvadratkilometer. Närmaste större samhälle är Huixtla, 9,8 km sydväst om La Ceiba. I omgivningarna runt La Ceiba växer i huvudsak städsegrön lövskog.